# Hamptjärnen (Grangärde socken, Dalarna, 666629-143850)
Hamptjärnen är en sjö i Ludvika kommun i Dalarna och ingår i Norrströms huvudavrinningsområde.